# Moulin de Rimaison
Le moulin de Rimaison est un moulin à eau de Bieuzy, dans le Morbihan.

## Localisation
Le moulin est situé au hameau de Rimaison, sur le Blavet, au niveau de l'actuelle écluse no 6, dite de Rimaison. Il est situé à environ 850 m à vol d'oiseau au sud du château de Rimaison, 4,3 km au sud-ouest du centre-bourg de Saint-Thuriau, 5 km au nord-est de celui de Bieuzy et 5,4 km de celui de Pluméliau.

## Histoire
Le moulin est construit en 1556 sur commande de Michel de Rimaison,, pour produire de la farine. Déclaré bien national, il est vendu en 1799 à la famille Poullic. Une maison, nouveau logement du meunier, est construite dans la deuxième moitié du XIXe siècle juste au nord du moulin.
La canalisation du Blavet entraîne, en 1862, la construction d'une digue pour préserver son activité.
Le moulin cesse de fonctionner dans les années 1960.
Le moulin est classé au titre des monuments historiques par arrêté du 4 mars 1994.

## Architecture
Le moulin est bâti en pierres de taille de schiste et de granite d'après un plan rectangulaire. Il contient deux niveaux, dont un de combles. Initialement couvert de chaume, l'ardoise assure la couverture de l'édifice depuis les années 1920. Du toit émerge quelques lucarnes sculptées décorées dans un style italianisant.